# Sarah Williams
Sarah Williams (1837. – 1868.) je bila britanska pjesnikinja, poznata po djelu "The Old Astronomer" odnosno "The Old Astronomer to His Pupil".
Dio iz pjesme je kao uvod u svojoj noveli iskoristio Ian Rankin, u noveli Set in Darkness.
Though my soul may set in darkness,
it will rise in perfect light.
I have loved the stars too fondly
to be fearful of the night.